# Red de Geoparques Europeos

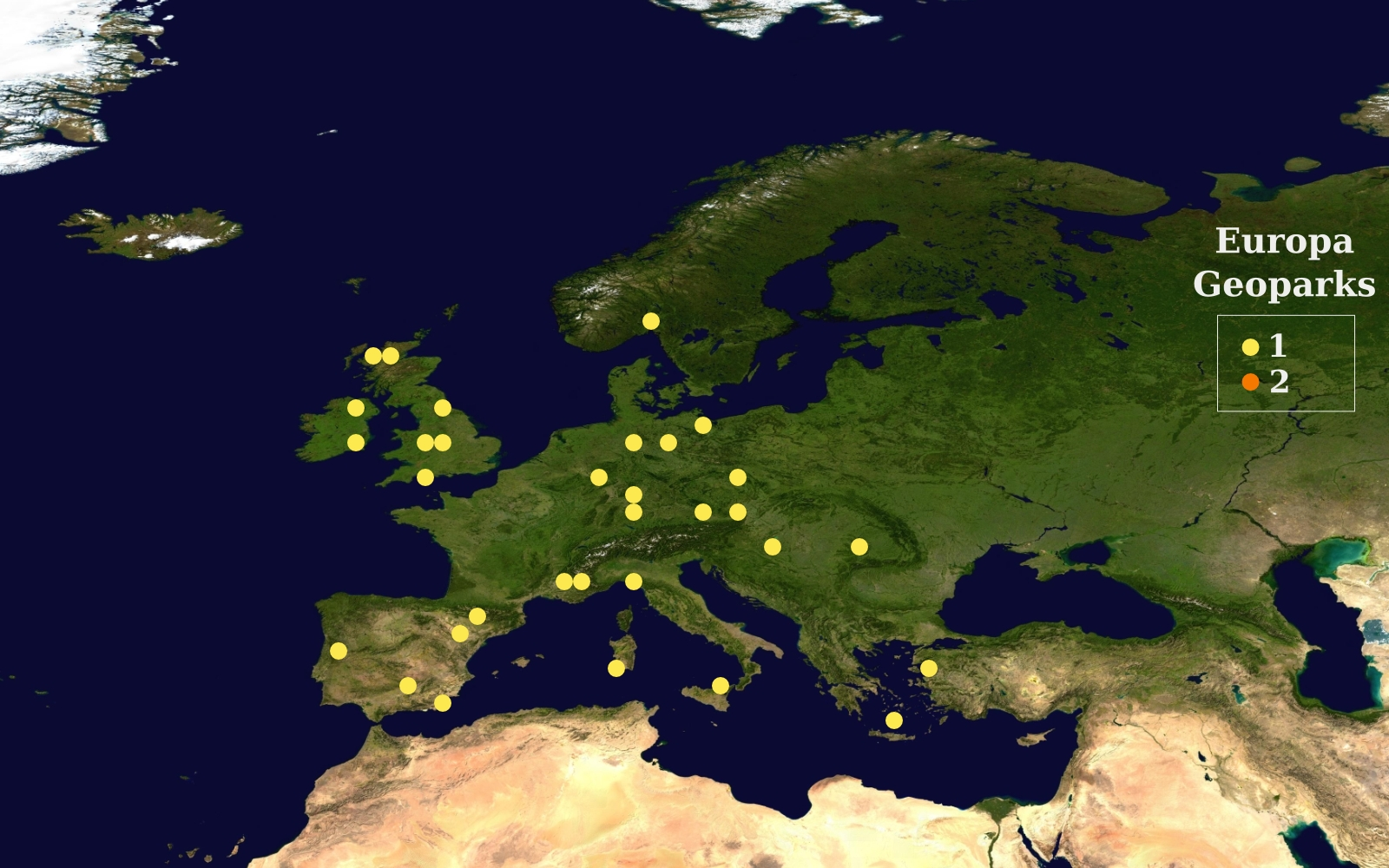
Red de geoparques Europeos.

Establecida en el año 2000 con el apoyo de la Unión Europea y en cooperación con la UNESCO, la Red de Geoparques Europeos (EGN) se fija el objetivo de proteger la geodiversidad, promover el patrimonio geológico hacia el público general así como apoyar el desarrollo económico sostenible de los territorios del Geoparque, principalmente a través del desarrollo del turismo geológico. La Red ha atraído territorios a lo largo de Europa y ha establecido una serie de compromisos y obligaciones para lograr trabajar como una auténtica Red Internacional unida por unos objetivos comunes, recogidos en su Carta de principios.
En febrero de 2004 se establece la Red Global de Geoparques, integrando a los 17 Geoparques Europeos y a los 8 Geoparques de China presentes en ese momento. Poco después, en octubre de 2004 se reconoce a la Red Europea de Geoparques como el organismo entidad de la Red Global en el continente Europeo.
A fecha de octubre de 2014 existen 64 Geoparques a lo largo de 22 países Europeos. En la Red Global esta cifra se amplia hasta los 111 territorios en 32 países.

## Carta de Principios de la Red de Geoparques Europeos (EGN Charter)
La Carta de Principios de la Red de Geoparques Europeos fue oficialmente aceptada el 5 de junio de 2000 en la isla de Lesvos, Grecia, y fue firmada por los cuatro miembros fundadores de la Red de Geoparques Europeos: España, Francia, Alemania y Grecia.
Todo territorio que desee presentar su candidatura para llegar a ser Geoparque Europeo está obligado a aceptar esta Carta y la firmará en el momento de su nominación oficial.
1. Un Geoparque Europeo es un territorio que incluye un patrimonio geológico particular y una estrategia territorial de desarrollo sostenible, apoyado por un programa Europeo para promover el desarrollo. Debe tener unos límites claros y un área suficiente para un desarrollo económico real. Un Geoparque Europeo debe comprender un cierto número de lugares de interés geológico (LIG) de particular importancia en términos de su valor científico, unicidad, apariencia estética o valor educativo. La mayoría de estos lugares de interés geológico comprendidos en un Geoparque deben formar parte del patrimonio geológico, pero su interés puede ser también arqueológico, ecológico, histórico o cultural.
2. Los lugares de interés geológico en un Geoparque Europeo deben estar vinculados en una red y beneficiarse de medidas de protección y de gestión. Los Geoparques Europeos deben gestionarse por una estructura claramente definida capaz de implantar políticas de protección, mejora y desarrollo sostenible dentro de su territorio. No se tolerará la pérdida o destrucción, directamente o por su venta, de los valores geológicos de un Geoparque Europeo. A este respecto los Geoparques Europeos se gestionarán dentro del marco establecido por la Carta de la Red Global de Geoparques. (ver más abajo).
3. Un Geoparque Europeo tiene un papel activo en el desarrollo económico de su territorio a través de la mejora de su imagen vinculada al patrimonio geológico y el desarrollo del Geoturismo. Un Geoparque Europeo ejerce un impacto directo en el territorio, influenciando en el modo de vida de sus habitantes y su entorno. El objetivo es permitir a los habitantes reapropiarse de los valores patrimoniales de su territorio y participar activamente en la revitalización cultural como un conjunto.
4. Un Geoparque Europeo desarrolla, experimenta y mejora con métodos para preservar el patrimonio geológico.
5. Un Geoparque Europeo tiene también que apoyar la educación ambiental, entrenando y desarrollando la investigación científica en las disciplinas de las Ciencias de la Tierra, mejorando las políticas medio ambientales y de desarrollo sostenible.
6. Un Geoparque Europeo debe trabajar dentro de la Red Europea de Geoparques para avanzar en la construcción de la Red y su cohesión. Debe trabajar con las empresas locales para promover y apoyar la creación de nuevos productos vinculados con el Patrimonio Geológico en un espíritu de complementariadad con los otros Geoparques Europeos dentro de la Red.

En 2001 la Red Europea de Geoparques firmó un acuerdo formal con la División de las Ciencias de la Tierra de la UNESCO donde la UNESCO dio a la Red su aprobación. Un nuevo acuerdo fue firmado con la UNESCO en 2004 donde se daba a la Red de Geoparques Europeos la responsabilidad de regular el ingreso en Europa a la Red Mundial de Geoparques auspiciada por la UNESCO. Debido a este acuerdo, los Geoparques Europeos también deben aceptar y respetar los principios de la Red Global de Geoparques:

### Carta de laRed global de geoparques
Un Geoparque debe respetar las leyes locales y nacionales relacionadas con la protección del Patrimonio Geológico. Para llegar a ser visto de forma imparcial en la gestión del Patrimonio Geológico su cuerpo gestor no puede participar directamente en la venta de objetos geológicos dentro del Geoparque (sin importar de donde procedan) y deben desanimar activamente el comercio no sostenible de materiales geológicos en su conjunto, incluyendo la venta imprudente de Patrimonio de la Tierra, minerales o fósiles. Donde este claramente justificado como una actividad responsable y como parte de ofrecer la mejor y más efectiva gestión del área, se podría permitir el coleccionismo de materiales geológicos con propósitos educativos y científicos desde sitios naturalmente renovables dentro del Geoparque. El comercio de materiales geológicos basado en tal sistema puede ser tolerado en circunstancias excepcionales, siempre que este claramente y públicamente explicado, justificado y con un control que demuestre que es la mejor opción para el Geoparque en relación con las circunstancias locales. Dichas circunstancias estarán sujetas a debate y aprobación por la Red Global o Europea de Geoparques sobre una base de caso por caso. 

## Características y Estructura de la Red Europea de Geoparques
La Red Europea de Geoparques es una asociación que actúa democráticamente y está dirigida por representantes de todos sus miembros.
La Red ha formado dos estructuras operacionales. El Comité de Coordinación es responsable de la gestión de la Red mientras que el Comité Asesor ofrece consejo sobre el desarrollo y expansión de la Red dentro de unos altos estándares de calidad.
Un Coordinador General y un Vice-Coordinador son elegidos por los miembros del Comité de Coordinación para apoyar y estimular las actividades de la Red entre las sucesivas reuniones del Comité de Coordinación.
El Comité de Coordinación
El comité de coordinación es el único órgano de decisión de la Red.
Está compuesto por dos representantes de cada miembro de la Red, uno de ellos un científico de las Ciencias de la Tierra (en un sentido amplio) con experiencia en la protección y/o promoción del patrimonio geológico y el otro debe ser el gestor del Geoparque o un especialista en desarrollo local / turismo / implicación de la comunidad local. Además un representante de la UNESCO, de la IUGS (Unión Internacional de las Ciencias Geológicas) y la IUCN (Unión Internacional para la Conservación de la Naturaleza). El representante de la UNESCO posee derecho de veto en las decisiones que tome el Comité de Coordinación mientras que los representantes de la IUGS y la IUCN no poseen derecho de voto.
El Comité de Coordinación se reúne regularmente dos veces al año, cada vez en un Geoparque diferente, para discutir los progresos de la Red y coordinar programas conjuntos y actividades entre sus miembros.
El Comité de Coordinación es el encargado de examinar las solicitudes de ingreso a la Red Europea de Geoparques y es el único capaz de conceder dicho estatus.
El Comité Asesor
El Comité Asesor está compuesto por especialistas en desarrollo sostenible y en la mejora de la promoción del patrimonio geológico. Estos especialistas incluyen representantes de las regiones que originalmente crearon la Red además de miembros elegidos y representantes de organismos internacionales que trabajen en el área de la mejora del patrimonio geológico (UNESCO, IUGS, IUCN). El Comité Asesor ofrece consejo en todos los asuntos concernientes con la estrategia, relaciones externas y nominación e integración de nuevas regiones dentro de la Red. El Comité Asesor no posee capacidad de decisión.

Una vez otorgado el certificado de Geoparque Europeo, este no tiene validez indefinida. En los primeros años de vida de la Red Europea, el estatus debía renovarse cada tres años. A partir de 2010 este periodo se amplió a cuatro años, donde cada socio es evaluado por expertos y puede llegar a perder la condición de miembro de la Red de Geoparques Europeos. Se valora especialmente el desarrollo del geoturismo, la conservación del medio natural y la colaboración entre miembros de la red.

## Miembros de la red

### AlemaniaAlemania
Geoparque Bergstrasse–Odenwald
Geoparque Harz Braunschweiger Land Ostfalen
Geoparque de Swabian Albs
Geoparque Terra Vita
Geoparque Vulkaneifel - Renania-Palatinado

### AlemaniaAlemaniayPoloniaPolonia
Geoparque Muskau Arch transfronterizo con Alemania

### AustriaAustria
Parque natural Eisenwurzen
Geoparque Alpes Cárnicos
Geoparque Karavanke/Karawanken transfroterizo con Eslovenia
Geoparque Ertz der Alpen

### CroaciaCroacia
Geoparque Papuk - Eslavonia

### DinamarcaDinamarca
Geoparque Odsherred

### EspañaEspaña
Geoparque Cabo de Gata-Níjar -  Andalucía
Parque Cultural del Maestrazgo -  Aragón
Geoparque de las Sierras Subbéticas -  Andalucía
Geoparque de Sobrarbe -  Aragón
Geoparque Villuercas-Ibores-Jara -  Extremadura
Geoparque de la Costa Vasca - País Vasco -  País Vasco
Geoparque Sierra Norte de Sevilla Sierra Norte de Sevilla -  Andalucía
Geoparque Cataluña Central -  Cataluña
Geoparque Molina de Aragón Alto Tajo -  Castilla-La Mancha
Geoparque de la isla de El Hierro -  Canarias
Geoparque Lanzarote y archipiélago de Chinijo -  Canarias
Geoparque Las Loras -  Castilla y León
Geoparque Conca de Tremp-Montsec -  Cataluña

### Francia
Reserva Geológica de Alta Provenza
Geoparque Luberon
Geoparque Massif du Bauges
Geoparque Chablais
Geoparque Monts d'Ardèche

### GreciaGrecia
Geoparque Bosque Petrificado de Lesbos
Parque natural Psiloritis - Creta
Geoparque Geoparque Chelmos - Vouraikos - Peloponeso
Geoparque Vikos - Aoos

### Irlanda
Geoparque Marble Arch Caves and Cuilcagh Mountain (Extensión del Geoparque Cavernas Marble Arch y Montaña Cuilcagh)transfronterizo con Irlanda del Norte (Reino Unido)
Geoparqe Copper Coast
Geoparque Burren and Cliffs of Moher

### ItaliaItalia
Parque natural Adamello-Brenta
Parque de Beigua
Parque Geominero de Cerdeña
Parque de Madonie
Geoparque Rocca di Cerere
Geoparque Alpes Apuanos
Geoparque Tuscan Mining Park - Toscana
Geoparque Parco Nazionale del Cilento e Vallo di Diano - Campania
Geoparque Sesia Val Grande

### NoruegaNoruega
Geoparque Gea-Norvegica
Geoparque Magma

### Portugal
Geoparque Arouca
Geoparque Naturtejo
Geoparque Azores
Geoparque Terras de Cavaleiros

### Reino UnidoReino Unido
Geoparque Marble Arch Caves and CuilcaghMountain -  Irlanda del Norte  transfronterizo con República Irlanda
Geoparque North Pennines A.O.N.B. -  Inglaterra
Geoparque North West Highlands -  Escocia
Geoparque del Fforest Fwar -  Gales
Geoparque English Riviera - Devon
Geoparque Geo Mon -  Gales
Geoparque Shetlands -  Inglaterra

### República ChecaRepública Checa
Geoparque Bohemian Paradise Bohemia

### RumaniaRumania
Geoparque País de los Dinosaurios de Hateg

### HungríaHungría
Geoparque Novohrad Nograd transfronterizo con Eslovaquia
Geoparque Bakony-Balaton

### EslovaquiaEslovaquia
Geoparque Novohrad Nograd transfronterizo con Hungría

### FinlandiaFinlandia
Geoparque Rokua
Geoparque Salpausselkä

### IslandiaIslandia
Geoparque Katla

### EsloveniaEslovenia
Geoparque Karavanke/Karawanken transfronterizo con Austria
Geoparque Idrija

### PaísesBajos
Geoparque Hondsrug

### Turquía
Geoparque Kula

## Enlaces de interés
- Comarca de Sobrabe
- Más información sobre el parque natural de Cabo de Gata - Níjar
- Más información sobre el parque natural de las Sierras Subbeticas

- Datos: Q5412635